# Микрококковая нуклеаза
Микрококковая нуклеаза — фермент, основным свойством которого является способность разрывать первичную структуру нуклеиновых кислот, в частности, ДНК, на участках между нуклеосомами.
Другими словами, микрококковая нуклеаза отделяет нуклеосомы друг от друга, разрушая соединяющий их участок ДНК, но не воздействуя на участок ДНК, непосредственно связанный с гистоновыми белками.
Препараты микрококковой нуклеазы применяются в молекулярной биологии для исследований молекул хромосомных ДНК.